# Mejillones
Mejillones is een gemeente in de Chileense provincie Antofagasta in de regio Antofagasta. Mejillones telde 13.467 inwoners in 2017 en heeft een oppervlakte van 3804 km².
- Gemeinsame Normdatei: 1205009957
- Library of Congress Control Number: no97058020
- Nationale Bibliotheek van Tsjechië: ge685449
- Nationale Bibliotheek van Israël: 987007545156605171
- Virtual International Authority File: 1067163709988929700000